# 徐养秋
徐养秋（1887年—1972年8月10日），字则陵，男，江苏金坛人，中国现代教育家、历史学家。

## 生平
少时敏学，1904年考取清朝最后一届秀才。1910年考入金陵大学（1952年合并于南京大学）文科，1914年毕业。1917年赴美国留学，获伊利诺大学历史学硕士学位，并在芝加哥大学和哥伦比亚大学攻读教育学。在哥伦比亚大学以攻读博士学位注册，因郭秉文的召唤，未完成博士论文便返回国内。
1920年回国，执教于南京高等师范学校（1921年改建为国立东南大学，1928年更名为国立中央大学），先任历史系主任，1923年后任教育科主任，讲授教育史课程，知名歷史學家郭廷以即為其任歷史系主任時之學生。其间成绩斐然，南高教育科同仁陶行知创办晓庄师范学校，陈鹤琴创办中國第一所幼兒園鼓楼幼稚园（之後更名為南京市鼓樓幼兒園），廖世承所主持的南京高等师范学校附属学校（1923年更名为国立东南大学附中）从事教育科学实验、推行新学制（即六、三、三制），都有他的参与和支持。
1928年受聘为金陵大学教授。1927年陈裕光当选金陵大学首任华人校长后，决定以美国实业家霍尔的捐款创办中国文化研究所，徐养秋受聘为中国文化研究所主任委员，后任所长，1937年因抗战迁至成都，并兼任国民政府外交部条约委员会专门委员。在他的主持下，金陵大学中国文化研究所成为民国时期最重要和最有声誉的中国文化研究机构之一。应聘于该所的学者最多时达到十二、三人，其中不少是当时蜚声学坛的专家。根据1933年资料，专任研究员有李小缘、商承祚、陈登原、王古鲁、徐益棠等，兼任研究员有刘国钧、贝德士、刘继宣等，特约研究员有吕凤子、汪孔祈、杭立武，助理研究员有黄云眉、于登，助理员有黄玉瑜、叶季英等。一时人才荟萃，著书立说活跃，在开创后的数年间，收藏书籍古物之富、出刊著述之多，蔚为壮观，学术声誉日增，在史学、哲学、语言学、考古学、民族学、文法学、目录学、国画研究及海外汉学研究等方面均做出了突出成就。现南京大学收藏的中国文化书籍之多，为各大学所罕见，其中就有金陵大学中国文化研究所的重要积累。抗战期间，徐养秋曾受聘在重庆任中央政治大学外交系教授，讲授“条约论”、“中国外交史”等课程。
抗战胜利后，1946年返回南京，再任中央大学教授兼教育系主任，1947年起任中央大学师范学院院长。1949年中央大学更名南京大学后，仍任教授，并推荐陈鹤琴任南京大学师范学院院长。
1952年，以南京大学师范学院为基础创建南京师范学院（1982年改名南京师范大学），任教育系教授。其间完成著作《汉代教育史》。